# Маршалл, Джастин
Джастин Уоррен Маршалл MNZM (англ. Justin Warren Marshall, родился 5 августа 1973 года в Матауре) — новозеландский регбист, выступавший на позиции скрам-хава. Пятикратный чемпион Супер 12 в составе новозеландского клуба «Крусейдерс»; чемпион Кельтской лиги 2006/2007 и обладатель Англо-валлийского кубка 2007/2008 в составе валлийского клуба «Оспрейз». Бронзовый призёр чемпионата мира 2003 года в составе «Олл Блэкс». В настоящее время — комментатор матчей сборной Новой Зеландии и чемпионата провинций на Sky Sports.

## Семья
Родом из регбийной семьи: в регби играли его дяди Джек Тейлор и Ллойд Эшби, а также его кузен Дарил Гибсон. Уроженец Матауры, учился в городе Гор, позже переехал в Крайстчерч. Работал на мясоперерабатывающем заводе.
Супруга — Николь Маршалл (в девичестве Бёрджес). Есть сыновья Леклан и Флетчер; Леклан занимается крикетом и намеревается выступить за национальную сборную по крикету.

## Игровая карьера
Карьеру начинал в составе команды провинции Саутленд, сыграв всего 14 матчей. Позже переехал в Крайстчёрч, в 1995 году стал игроком команды Кентербери, которой руководил Вэнс Стюарт, с которой выигрывал в дальнейшем не раз Щит Ранфёрли. С 1992 года играл за сборную Новой Зеландии не старше 19 лет, в 1993—1994 году участвовал в составе молодёжной команды в турне по Тихому океану, в 1994 году в составе одной из вторых сборных участвовал в матчах в Аргентине.
В 1995 году Маршалл в составе главной сборной отправился в турне по Италии и Франции, рассматриваясь в качестве замены Стью Форстеру. 25 октября дебютировал в игре против второй сборной Италии за «Олл Блэкс» в Катании, а 18 ноября провёл первый официальный тест-матч против Франции в Париже (победа 37:12). С 1996 года он регулярно призывался в сборную, за исключением 1998 и 2001 года, когда пропускал из-за травм сборы (в том числе осеннее турне 2001 года по Шотландии, Ирландии и Аргентине). С 1995 года Маршалл также играл за команду «Крусейдерс» в новом турнире Супер Регби, совмещая это с играми за Кентербери в чемпионате провинций Новой Зеландии, позже переименованном в Air New Zealand Cup.
В 1997 году Маршалл был назначен по решению тренера «Олл Блэкс» Джона Харта капитаном сборной, несмотря на конкуренцию со стороны Байрона Келлехера — поводом стала ещё и травма колена у Шона Фитцпатрика. Позже, однако, капитанскую повязку стали отдавать другим. В полузащите он играл в одной связке с Эндрю Мертенсом, а также комбинировал с другими пяти-восьмыми — Тони Брауном и Карлосом Спенсером. Из-за травм он сыграл всего 61 матч за команду провинции Кентербери, причём это число было ещё ниже из-за того, что Маршалла часто призывали в «Олл Блэкс». С командой Кентербери он побеждал в чемпионатах провинций в 1997, 2001 и 2004 годах, выигрывая в 2000 и 2004 годах также Щит Ранфёрли.
В «Крусейдерс» он, несмотря на пропуск сезона 1998 года, в 2005 году сумел преодолеть отметку в 100 матчей за команду Супер Регби, отметившись пятью победами в розыгрыше турнира — чемпионские медали 1998 и 2000 года он получил, несмотря на неучастие в финалах против «Блюз» и «Брамбиз» из-за травм; в 1999, 2002 и 2005 годах помог команде победить в финалах. В 2003 и 2004 годах он играл также в финалах, но в тех случаях его команда потерпела поражения от «Блюз» и «Брамбиз» соответственно.
Со сборной Маршалл сыграл на Кубках мира 1999 и 2003 годов, став бронзовым призёром чемпионата мира в 2003 году. Последнюю игру за «Олл Блэкс» он сыграл 9 июля 2005 года против «Британских и ирландских львов» в Окленде в рамках турне «Львов», покинув сборную ради карьеры в Европе. Всего он отыграл 81 официальный матч против первых сборных (61 победа, 1 ничья и 19 поражений) и ещё 7 полуофициальных матчей. По числу игр среди скрам-хавов он занимает второе место, уступая Аарону Смиту; по общему числу игр уступал Шону Фитцпатрику с 92 матчами. Более того, Маршалл занёс 24 попытки (120 очков), став рекордсменом среди скрам-хавов «Олл Блэкс» по числу набранных очков, опережая более чем в два раза по очкам Сида Гоинга.
В сезоне 2005/2006 Маршалл дебютировал в чемпионате Англии за клуб «Лидс Тайкс», который по итогам сезона вылетел из Премьер-лиги. 25 апреля 2006 года Маршалл, ушедший из команды, объявил о переходе в валлийский «Оспрейз» и начале выступлений с сентября 2006 года: его контракт был рассчитан на 2 года. Однако перед этим Маршалл выразил заинтересованность вернуться в Новую Зеландию и даже стать игроком команды Окленда, чтобы попытаться заполучить место в сборной на грядущем чемпионате мира во Франции. Выиграв с клубом в сезоне 2006/2007 Кельтскую лигу, а в сезоне 2007/2008 Англо-валлийский кубок, Маршалл 16 июля 2008 года покинул команду, став игроком «Монпелье» из французского Топ-14, а 15 января 2009 года подписал контракт с английскими «Сарацинами» о выступлении в следующем сезоне. 
Сезон 2009/2010 стал для Маршалла последним: он уже перешёл на журналистскую работу, начав вести программу о регби Scrum V и комментировать матчи на BBC Wales, а после завершения карьеры объявил о переходе на должность телекомментатора. В апреле 2013 года Маршалл ненадолго вернулся в регби, сыграв матч за клуб «Вакатипу».

## Стиль игры
При своём сложном характере и конфликтах с игроками и тренерами Маршалл высоко ценился как универсальный игрок. Он выступал на позиции скрам-хава, идеально помогая третьему ряду в борьбе за мяч и, несмотря на не всегда присутствующую возможность паса, занося регулярно попытки и забивая дроп-голы. Во многом ему помогали его физические параметры, жёсткость в игре и решительный настрой. В «Крусейдерс» он играл такую же роль, какую играли Эндрю Мертенс, Дэн Картер и Аарон Моджер, регулярно набиравшие очки.
На своей позиции Маршалл в сборной конкурировал с Байроном Келлехером: в 1999 году Маршалла не поставили в стартовый состав в полуфинале против Франции, и это стоило «Олл Блэкс» финала. Также его ценили как лидера сборной, и во многом его лидерские качества помогли сборной в 2003 году на Кубке мира обыграть в упорной борьбе Уэльс.

## После игровой карьеры
С 2010 года Джастин Маршалл работает на Sky TV New Zealand, комментируя встречи. 17 апреля 2020 года открыл собственную пивоварню под названием Boomfa в честь своего комментаторского прозвища (взято по звуку падения игрока на газон).

## Достижения

### Клубные
- Чемпион Супер 12: 1998, 1999, 2000, 2002, 2005
- Чемпион Кельтской лиги: 2006/2007[англ.]
- Обладатель Англо-валлийского кубка: 2007/2008[англ.]
- Обладатель Щита Ранфёрли[англ.]: 1994, 1995, 2000, 2001, 2002, 2003, 2004
- Победитель первенства провинций Новой Зеландии (2-й дивизион): 1994
- Победитель первенства провинций Новой Зеландии (1-й дивизион): 1997, 2001, 2004

### В сборной
- Бронзовый призёр чемпионата мира: 2003
- Победитель Кубка трёх наций: 1996, 1997, 1999, 2002, 2003
- Обладатель Кубка Бледислоу[англ.]: 1996, 1997, 2003, 2004
- Победитель серии «Британские и ирландские львы» — Новая Зеландия: 2005[англ.]